# لوسيل غورهام
لوسيل غورهام (بالإنجليزية: Lucille Gorham)‏ هي مدافعة عن الحقوق المدنية أمريكية، ولدت في 18 يناير 1931، وتوفيت في 3 نوفمبر 2012.